# کولیک (دماوند)
کولیک یک روستا در ایران است که در دهستان مهرآباد، شهرستان دماوند، استان تهران واقع شده‌است.